# Брукгейвен (Міссісіпі)
Брукгейвен (англ. Brookhaven) — місто (англ. city) в США, в окрузі Лінкольн штату Міссісіпі. Населення — 11 674 особи (2020).

## Географія
Брукгейвен розташований за координатами 31°34′50″ пн. ш. 90°26′36″ зх. д. / 31.58056° пн. ш. 90.44333° зх. д. (31.580567, -90.443386).  За даними Бюро перепису населення США в 2010 році місто мало площу 56,28 км², з яких 56,06 км² — суходіл та 0,22 км² — водойми.

## Демографія
Згідно з переписом 2010 року, у місті мешкало 12 513 осіб у 4768 домогосподарствах у складі 3146 родин. Густота населення становила 222 особи/км².  Було 5519 помешкань (98/км²).
Расовий склад населення:
| - 54,1 % — чорних або афроамериканців - 43,8 % — білих - 0,7 % — азіатів - 0,1 % — корінних американців |

До двох чи більше рас належало 1,0 %. Частка іспаномовних становила 0,9 % від усіх жителів.
За віковим діапазоном населення розподілялося таким чином: 26,4 % — особи молодші 18 років, 57,5 % — особи у віці 18—64 років, 16,1 % — особи у віці 65 років та старші. Медіана віку мешканця становила 37,6 року. На 100 осіб жіночої статі у місті припадало 82,9 чоловіків;  на 100 жінок у віці від 18 років та старших — 76,6 чоловіків також старших 18 років.
Середній дохід на одне домашнє господарство  становив 47 017 доларів США (медіана — 30 487), а середній дохід на одну сім'ю — 52 705 доларів (медіана — 33 517). Медіана доходів становила 40 053 долари для чоловіків та 25 188 доларів для жінок. За межею бідності перебувало 37,1 % осіб, у тому числі 59,3 % дітей у віці до 18 років та 17,9 % осіб у віці 65 років та старших.
Цивільне працевлаштоване населення становило 4526 осіб. Основні галузі зайнятості: освіта, охорона здоров'я та соціальна допомога — 27,5 %, роздрібна торгівля — 19,0 %, мистецтво, розваги та відпочинок — 8,2 %, виробництво — 7,9 %.

## Персоналії
- Рут Форд ( 1911-2009) — американська акторка, а також модель і сценаристка.